# Orgyen Lingpa
| Tibetische Bezeichnung                  |
| --------------------------------------- |
| Tibetische Schrift: ཨོ་རྒྱན་གླིང་པ་          |
| Wylie-Transliteration: o rgyan gling pa |
| Andere Schreibweisen: Orgyen Lingpa     |
| Chinesische Bezeichnung                 |
| Vereinfacht: 邬坚领巴                   |
| Pinyin:Wujian Lingba                    |

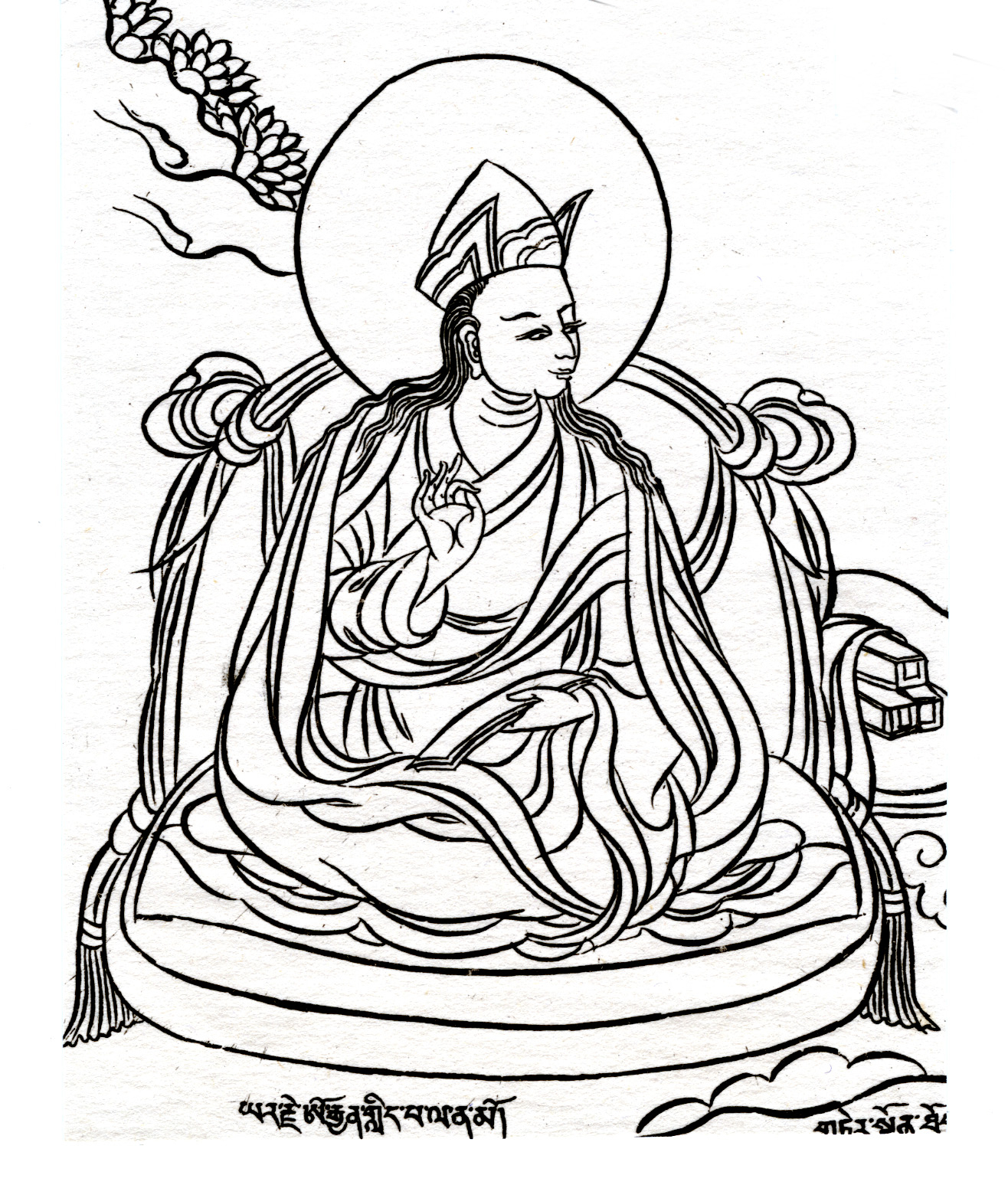
Orgyen Lingpa

Orgyen Lingpa (tib. o rgyan gling pa; geb. 1329; gest. 1367 oder 1360), auch unter dem Namen Verrückter der Schätze (gter smyon) bekannt – war ein großer Tertön bzw. Schatzfinder der Nyingma-Tradition des tibetischen Buddhismus des 14. Jahrhunderts, von dem das Pema Kathang / Padma Kathang (tib. padma bka' thang; siehe auch Artikel Padmasambhava) entdeckt wurde, die Biographie des Guru Rinpoche, auch bekannt als Sheldragma (shel brag ma), und das Kathang Denga (bka' thang sde lnga). Er zählt zu den vorherigen Inkarnationen von Jigme Lingpa und den dreizehn aufeinanderfolgenden Inkarnationen von Gyelse Lharje (rgyal sras lha rje).